# Abbaye Notre-Dame de Bon-Repos
Pour les articles homonymes, voir Abbaye Notre-Dame.
L'abbaye Notre-Dame de Bon-Repos (en breton abati Itron-Varia a Verrepoz) est située sur la commune de Saint-Gelven dans le département des Côtes-d'Armor, en région Bretagne, en France. Elle se trouve le long du Blavet, également canal de Nantes à Brest à cet endroit.

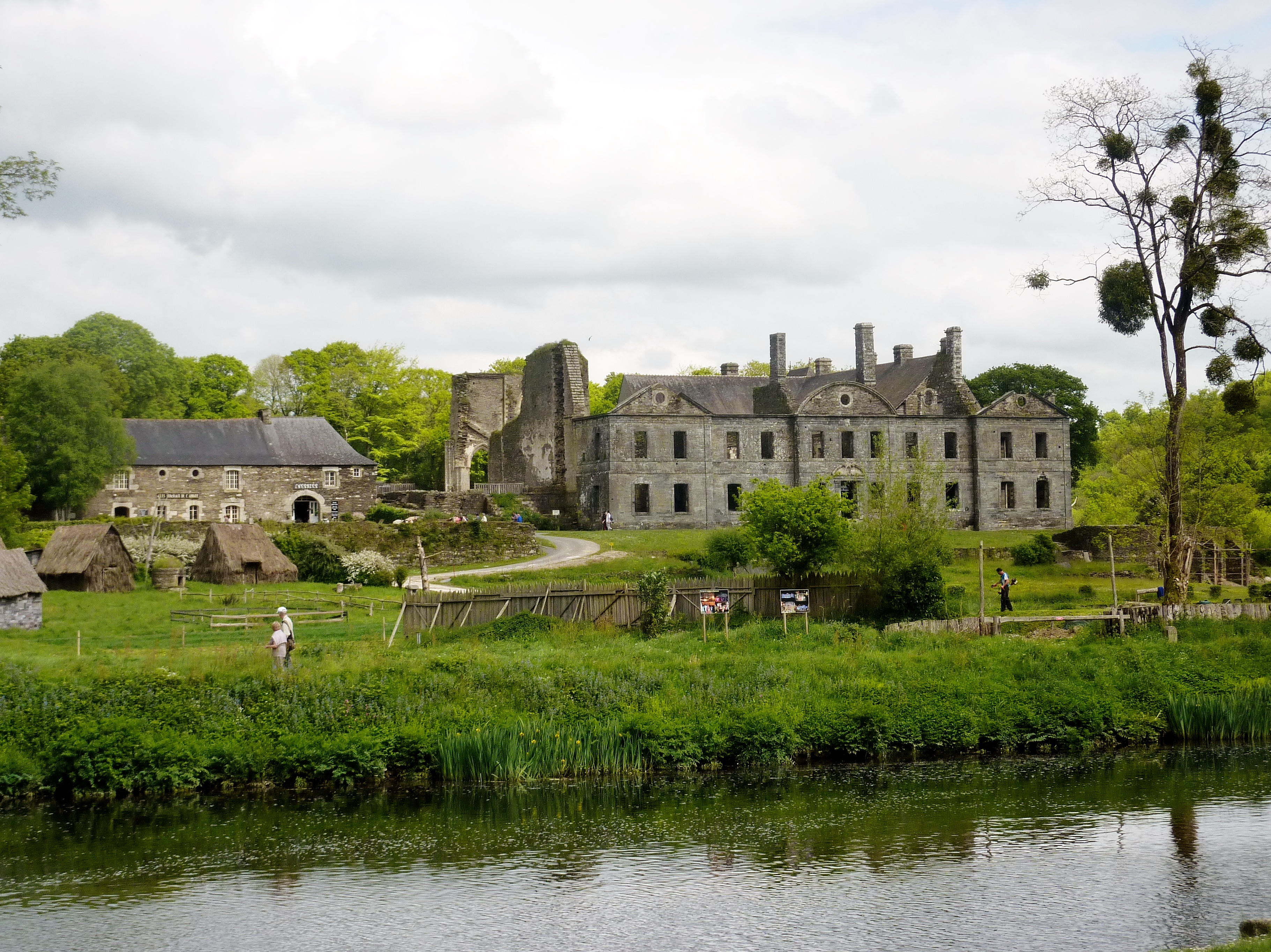
L'abbaye Notre-Dame de Bon-Repos vue depuis la rive droite du Blavet.
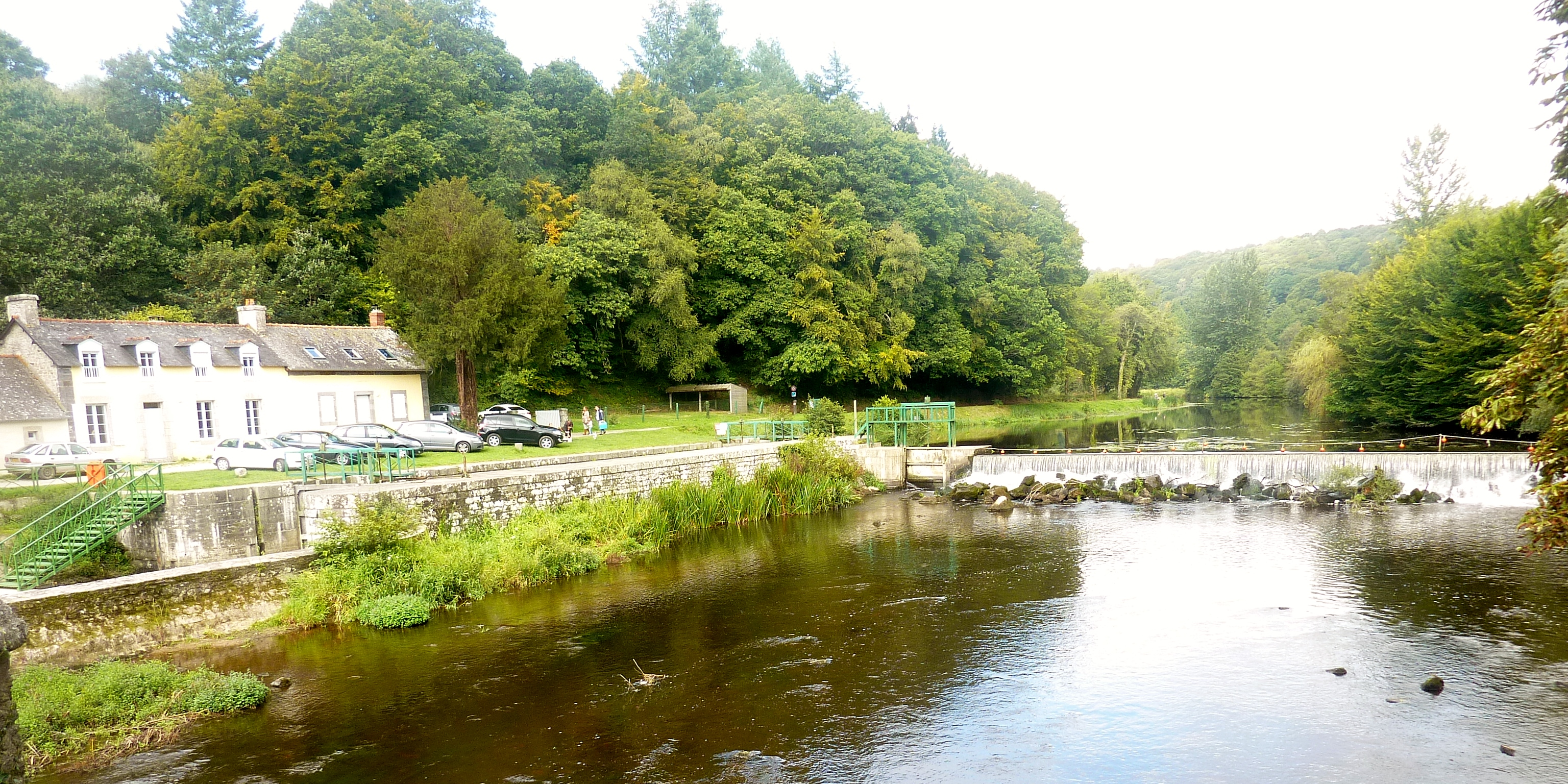
Le Blavet : écluse près de l'abbaye Notre-Dame de Bon-Repos.
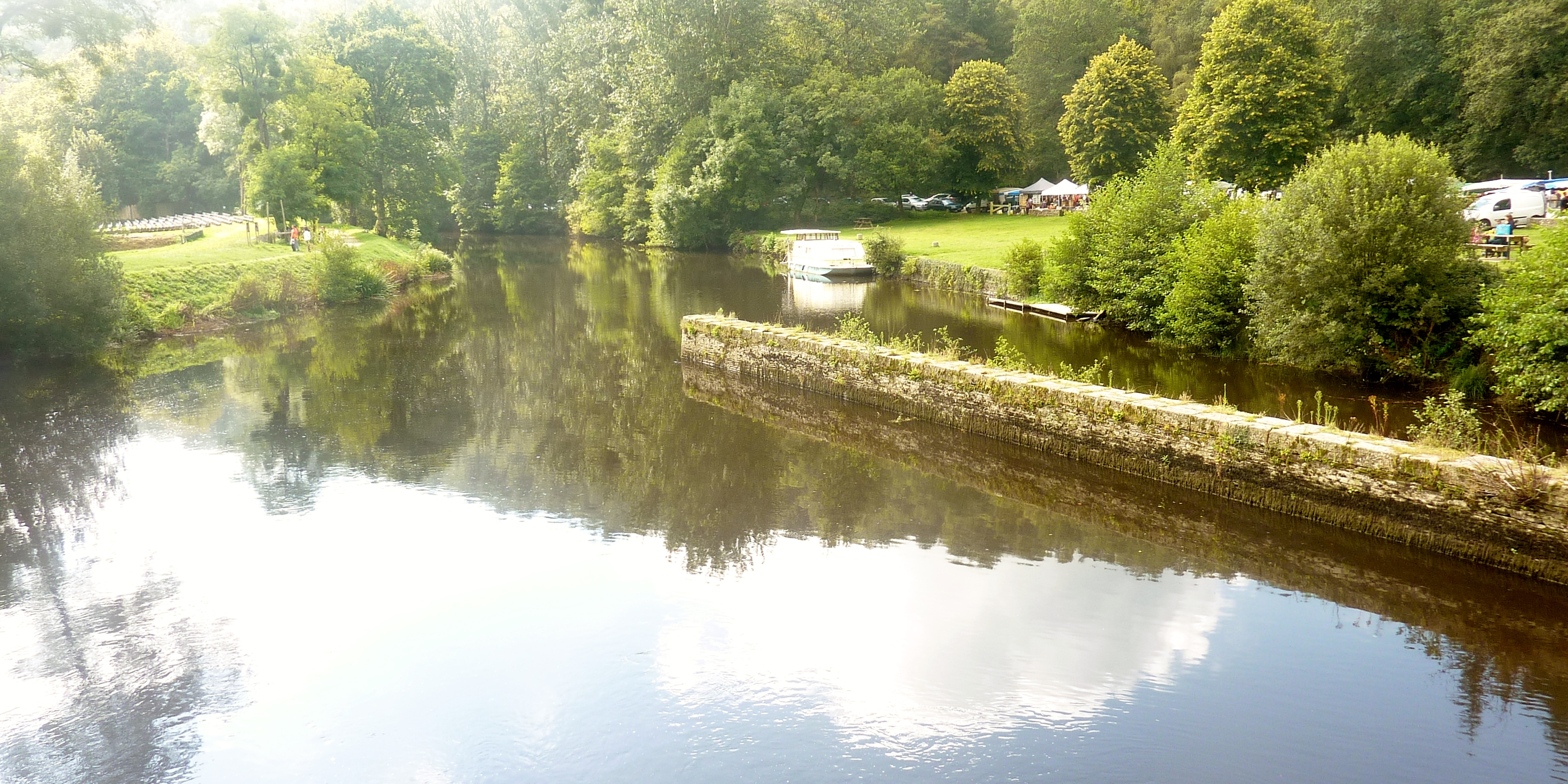
Le Blavet (canal de Nantes à Brest) près de l'abbaye de Bon-Repos.

Cette abbaye fait l’objet d’une inscription au titre des monuments historiques depuis le 5 janvier 1940.

## Histoire

### Fondation
Bon-Repos est fondée le 23 juin 1184 comme abbaye sœur de l'abbaye cistercienne de Savigny à l'initiative intéressée du vicomte Alain III de Rohan et son épouse Constance de Penthièvre, en forêt de Quénécan sous le nom de "Sanctae Mariae de Bona Requie" en présence de Dom Pierre, abbé de Clairvaux, de Dom Simon abbé de Savigny et de Raoul II de Fougères. Conformément à la tradition cistercienne, un abbé et douze moines arrivent de l'abbaye de Savigny-le-Vieux dans la Manche, et s'installent dans cette vallée pour habiter Bon-Repos. Le choix du site est judicieux car il dispose de ressources naturelles : bois et eau y sont abondants.

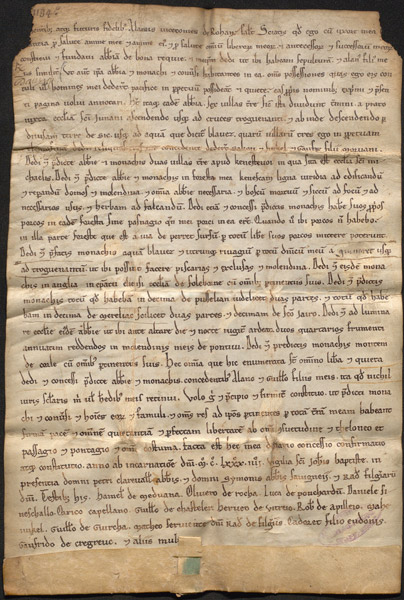
Charte de fondation de l’abbaye de Bon-Repos, 1184 (AD 22, H201).

Selon la légende rapportée par Jean de Rostrenen, le vicomte poursuivait un grand cerf en forêt de Quénécan. Après avoir chassé hardiment toute une journée, il s'était trouvé surpris par la nuit si bien que la fatigue l'incita à se reposer sur place. Il s'endormit en un lieu où la Vierge lui serait apparue en songe pour lui inspirer de fonder une abbaye à cet endroit à sa gloire. Le vicomte décida à son réveil de fonder cette abbaye et de la placer sous le patronage de la Vierge, l'appelant Bon-Repos car il s'y était bien reposé ; mais le vicomte ayant désigné ce couvent pour y recevoir sa sépulture, on peut penser que c'est plutôt une allusion à son repos éternel. Au-delà de la légende, cette fondation des Rohan répond à des intérêts politiques, économiques et religieux (implantation d'une nécropole de la famille ducale au sein d'une abbaye de l'ordre cistercien qui connaît à cette époque l'apogée de son prestige, mise en culture des terres qui sont entrées dans le giron de la vicomté de Rohan depuis 1164).
Alain III de Rohan fait don à l'abbaye de six villæ et de deux autres fermes, des droits de prendre du bois et de pacage en forêt de Quénécan, du droit de construire viviers, écluses et moulins sur le Blavet, de la colline de Corlay. Constance, arrière petite-fille du roi d'Angleterre Henri Ier Beauclerc, fait don de l'église de Foleborne avec ses dépendances dans l'évêché d'Ely de la province de Cantorbéry. Le couple attribue à Bon-Repos une juridiction féodale qui sera à l'origine de querelles entre les officiers de Rohan et les moines.

### Période médiévale
L'abbaye connaît un essor important entre le XIIIe siècle  et le XVIe siècle grâce à de nombreuses donations, notamment de la famille de Rohan (par exemple celle faite en 1225 par le vicomte Olivier de Rohan avant son départ à la sixième croisade), et au travail des moines (les moines, trop peu nombreux, font appel à des frères convers, en ouvrant les premières granges en 1235 à Caurel.). Vers la fin du XIIIe siècle les possessions de l'abbaye s'étendent sur 27 paroisses et trèves. La création de domaines congéables entraîne la prospérité économique pour l'abbaye et une situation pour l'abbé et les moines de type domination féodale sur les paysans.
L'actuel pont à dix arches de Bon-Repos, daté du XVIIe siècle, remplace très probablement un franchissement médiéval construit par les moines, à la suite du don à l'abbaye, des deux rives du Blavet par les Rohan qui « s'offrent » d'une part la bonne conscience de ce don charitable, et se déchargent sur l'établissement religieux, d'autre part, de toutes les contraintes liées au financement et à l'entretien du pont. L'abbé fait probablement appel à une maîtrise d'œuvre laïque pour construire un pont en pierre qui permet ainsi à l'abbaye de contrôler cette voie de circulation et de percevoir les droits de péage à l'entrée de l'ouvrage.
La crypte de l'église abbatiale servira entre 1196 et 1516 de sépulture à treize vicomtes de la grande famille de Rohan (dont par exemple Alain VII de Rohan, tué à la bataille de Mauron le 14 août 1362 et Jean II de Rohan en 1516, le dernier vicomte à y être enterré), ainsi qu'à plusieurs de leurs épouses.
Vers la fin du XIVe siècle l'abondance des biens temporels de l'abbaye entraîne un relâchement de la morale religieuse ; le supérieur général de l'ordre, Nicolas, abbé de Cîteaux, rappelle en 1387 leurs devoirs aux moines et procède à une réforme de l'abbaye qui est mise sous la tutelle de ses consœurs, l’abbaye de Boquen et l’abbaye de Coatmalouen.
Tout au long du XVe siècle, la décadence se poursuit : les moines négligent l'entretien des bâtiments, font des « fêtes païennes » et négligent même le culte, ce qui oblige le pape Grégoire XII à rédiger une bulle leur rappelant leurs devoirs en 1415.
En 1469, l’abbé Alain de Penguily est accusé de « maléfices, délits et mauvaise administration » et l'ordre des Cisterciens diligente une enquête.
À la fin du XVe siècle l'abbaye dispose des droits de basse, moyenne et haute justice (avec gibet et fourches patibulaires) et dispose d'un revenu élevé, mais les moines fréquentent les tavernes des environs et reçoivent des femmes à l'abbaye.
La famille de Rohan, s'étant convertie au protestantisme, cesse sa protection de l'abbaye, mais la relève est prise par la famille de Rohan-Guémené, seigneur de Corlay.

### La commande
Prospère jusqu'au XVIe siècle, l'abbaye devient alors royale en 1491 à la suite du mariage d'Anne de Bretagne avec Charles VIII ; sur décision de François Ier, elle passe sous le régime de la commende en 1516 (les abbés sont nommés par le roi, mais ne résident pas sur place, se contentant d'en percevoir les revenus ; ils confient la gestion de l'abbaye à un prieur). Commence pour elle une période de déchéance.
L'essor du protestantisme dans la région, favorisé par les vicomtes de Rohan devenus protestants, entraîne une régression des revenus de l'abbaye, notamment en raison des difficultés rencontrées pour la perception des dîmes ; les moines se retrouvent presque sans ressources pendant les guerres de Religion, d'autant plus qu'un seigneur local, Troilus de Mesgouez, s'est emparé de l'abbaye dès 1589, n'en abandonnant la jouissance qu'à sa mort survenue en 1606.
Le déclin se poursuit tout au long du XVIIe siècle, des moines allant même jusqu'à se servir d'armes et commettre des actes de brigandage (par exemple à Caurel en 1674).
Cette décadence s'achève au XVIIIe siècle par l'arrivée à la tête de l'abbaye en 1683 de l'abbé Philippe Alexandre Montault-Navaille de Saint-Geniès, qui reprend en main l'abbaye ruinée et la restaure (aristocrate mondain, « rêvant d’une vie de château, il décide de rebâtir  les bâtiments conventuels de « Bon-Repos », pour en faire son palais abbatial), y faisant aussi construire de nouvelles dépendances en 1730 ; mais il meurt en 1734.
L'abbaye redevient alors assez prospère pendant une trentaine d'années. Plusieurs de ses abbés sont alors issus de la famille de Rougé et du Plessis-Bellière, une ancienne famille bretonne. Mais en 1768 il ne reste plus que huit moines dans l'abbaye.

### Destructions

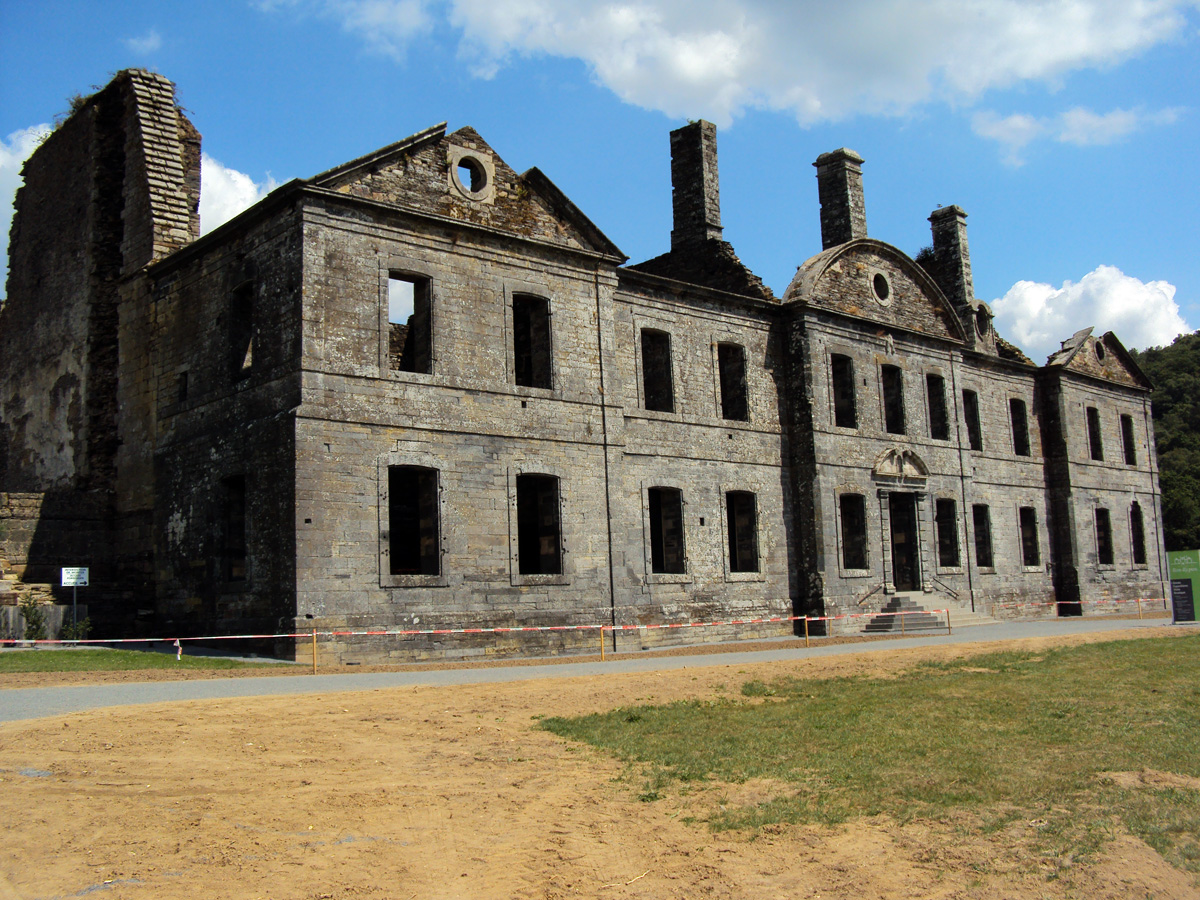
Façade du logis abbatial ruiné.

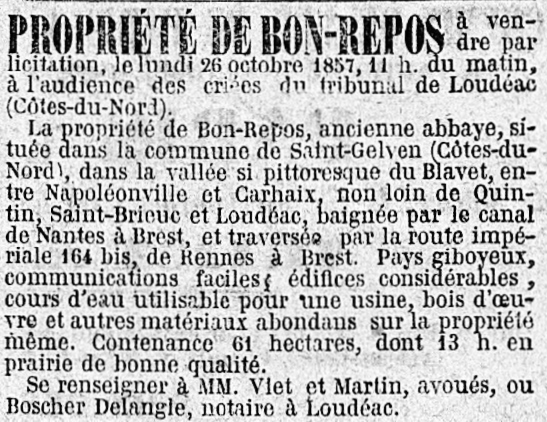
Annonce de mise en vente de l'abbaye de Bon-Repos en 1857 (journal Le Constitutionnel du 10 octobre 1857).

L'histoire de Bon-Repos est marquée par de nombreuses périodes de crises et d'opulence auxquelles la Révolution met un terme. En 1789, les quatre derniers moines de l'abbaye de Bon Repos fuient vers l'Angleterre et laissent le site à l’abandon. Cette date marque la fin de la vie monastique au sein de cette dernière. En 1791, un inventaire est réalisé dans l'abbaye par les révolutionnaires, puis elle est vendue comme bien national (son mobilier est dispersé et son orfèvrerie est envoyée à la fonte à l'hôtel des Monnaies de Nantes et de Paris), et achetée d'abord par Jean-Baptiste Turquetit, un architecte de Pontivy, qui la revend rapidement à un tisserand révolutionnaire, Julien Le Bris, maître tisserand de Rostrenen, qui y installe une manufacture de textile. Ce n'est qu'en 1796 qu'elle sera pillée - et non brûlée - par les chouans qui l'occuperont à plusieurs reprises comme caserne (elle sert un moment de quartier général à l'état-major de la 8e légion de l'Armée catholique et royale de Bretagne) ou comme refuge exceptionnel, par exemple à Pierre Guillemot en mai 1800. Elle subit aussi un pillage de la part de soldats de la Révolution : « En janvier [1794] (...) quatre hommes de la division du Cheyla envahissent l'Abbaye de Bon-Repos, dont le propriétaire, pour son bonheur, est absent, démolissent son mobilier et emportent sur plusieurs charrettes un butin de toiles et de linge ».
Entre 1806 et 1835, la fabrique de Saint-Mayeux se sert de pierres de l'abbaye pour reconstruire l'église paroissiale, qui s'est écroulée ; le clocher de l'église abbatiale est remonté quasi à l'identique à Saint-Mayeux. 
En 1832, l'abbaye héberge les forçats qui creusent le canal de Nantes à Brest, puis elle tombe pour de longues années à l'abandon. Elle devient une carrière de pierre pour les habitants des environs.
L'abbaye est mise en vente en 1857 ; le comte Henri de Janzé acquiert les ruines de l'abbaye. Elle passe par héritage aux familles du Pontavice et Le Cour Grandmaison.

### L'abbaye auXXesiècle

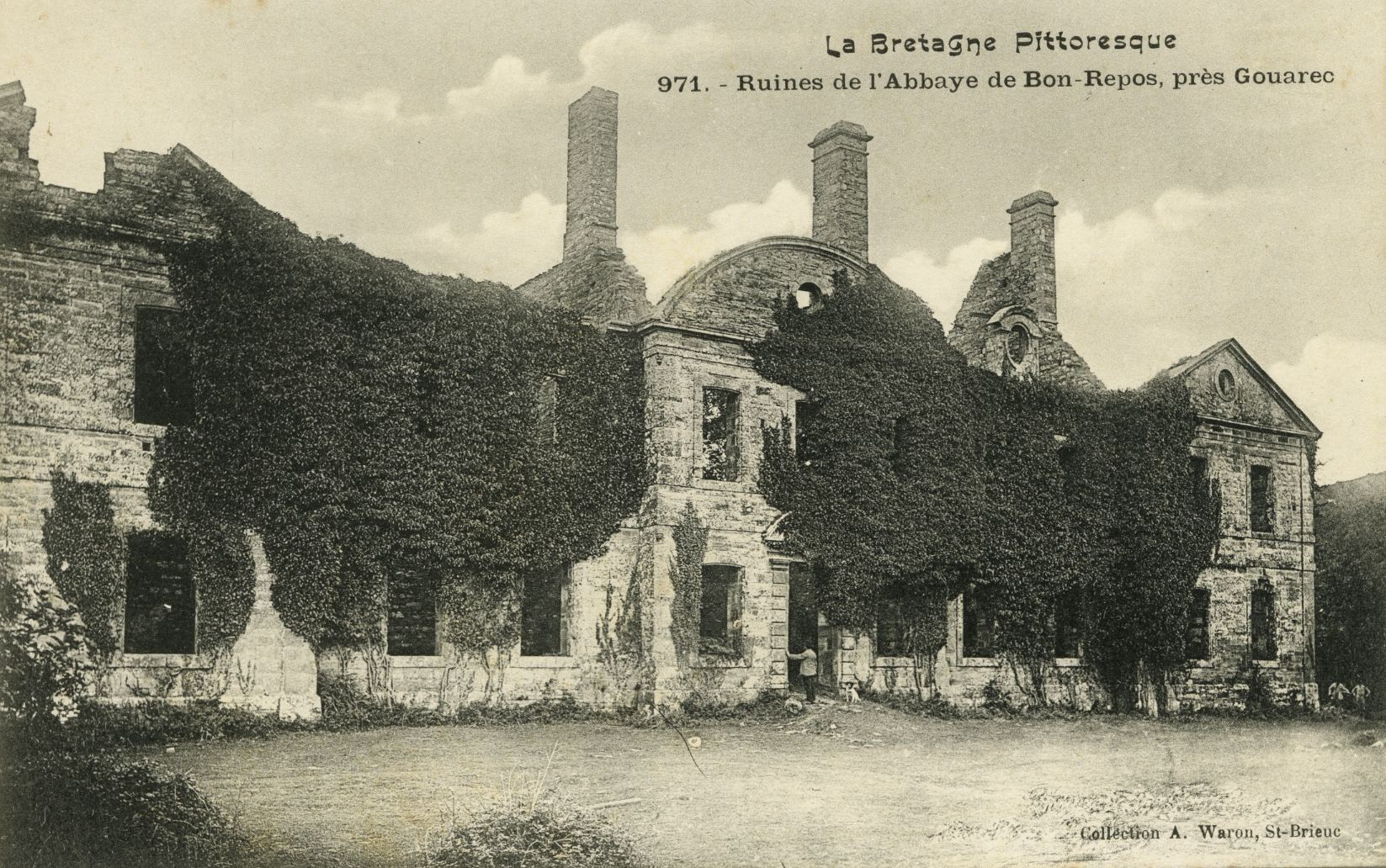
L'abbaye en ruines et à l'abandon (carte postale, début XXe siècle).
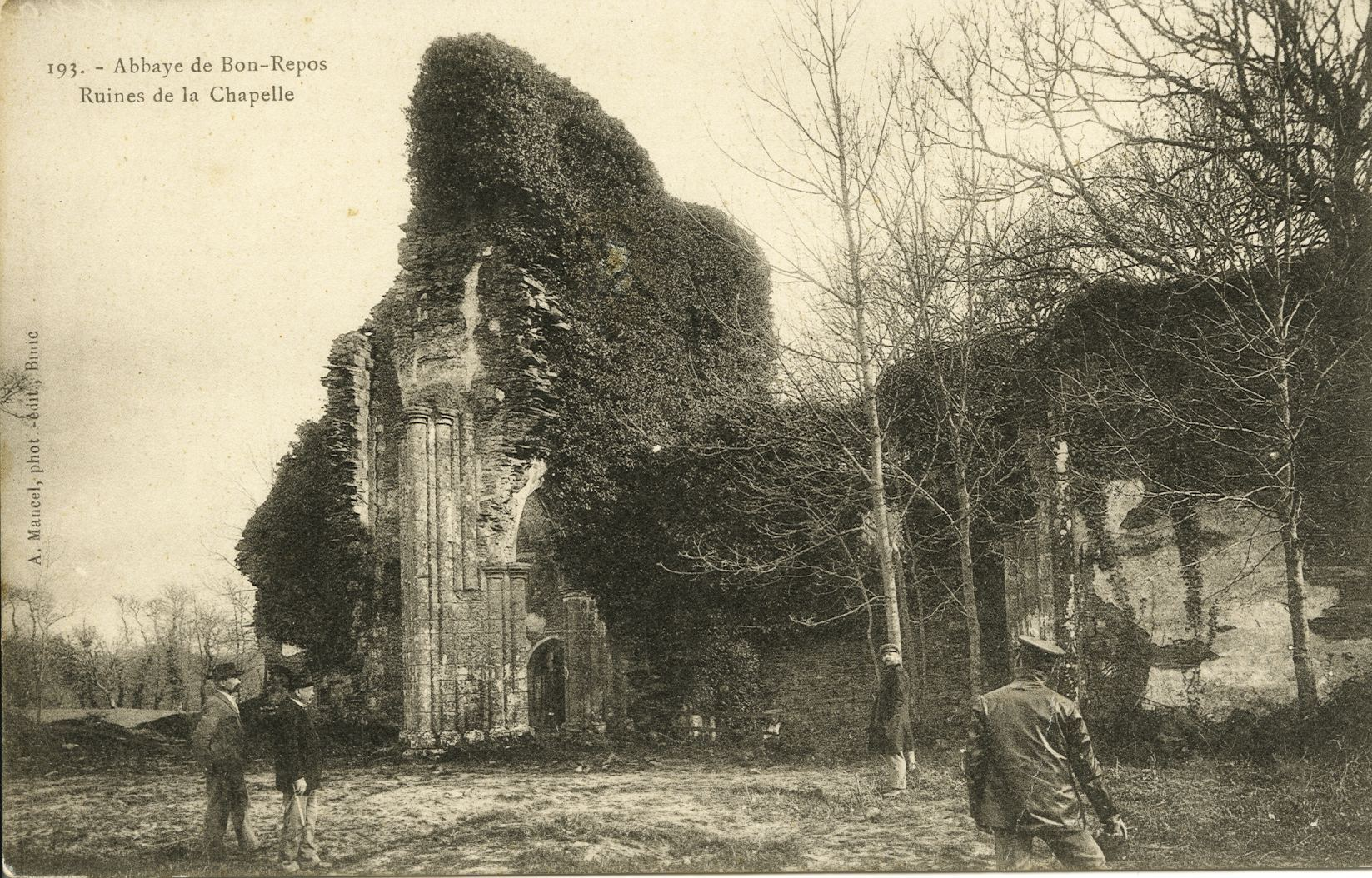
Abbaye de Bon-Repos : les ruines de la chapelle (carte postale, début XXe siècle).
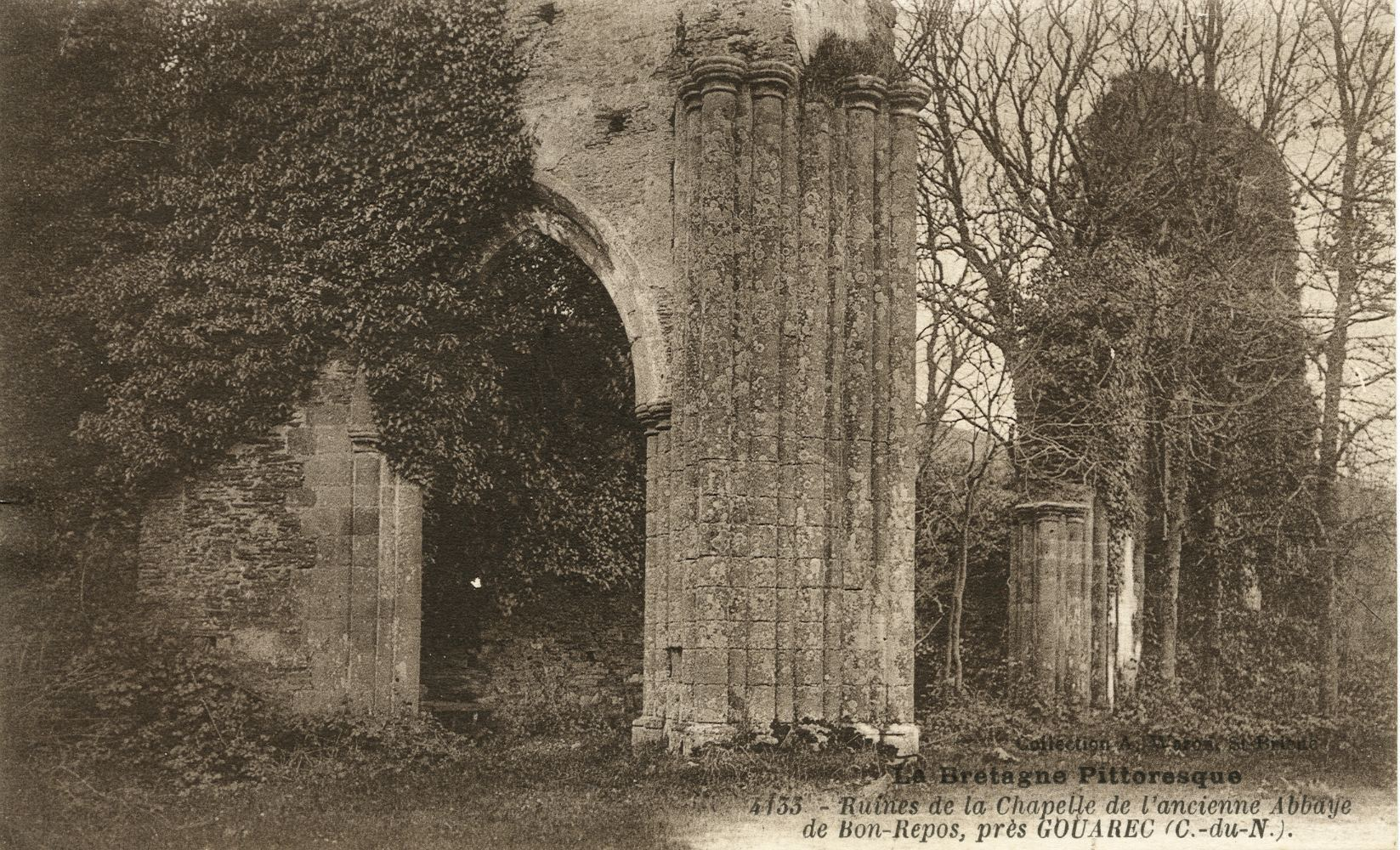
Abbaye de Bon-Repos : la chapelle en ruines (carte postale, vers 1920).
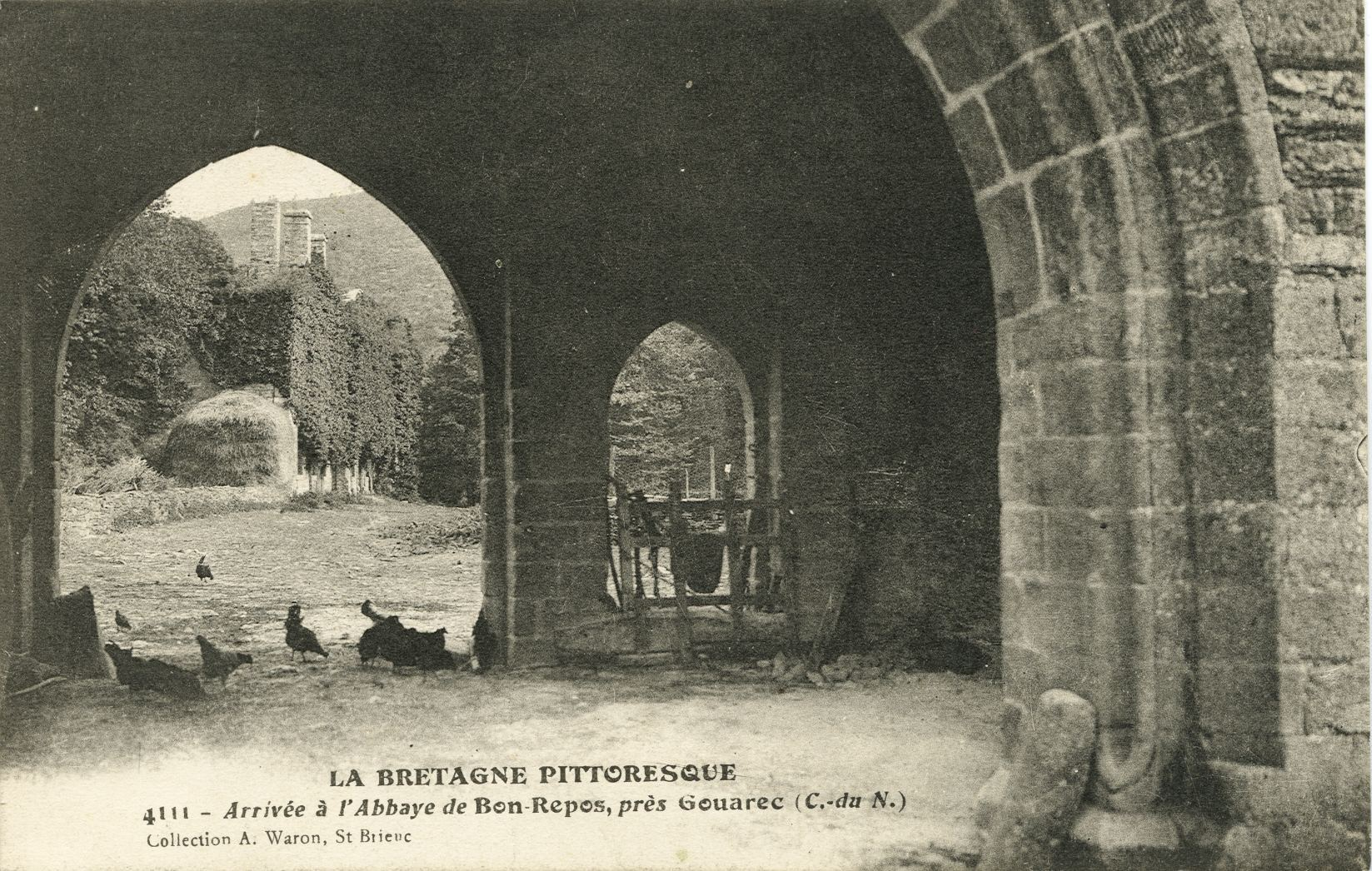
L'entrée de l'abbaye de Bon-Repos (carte postale, vers 1920).
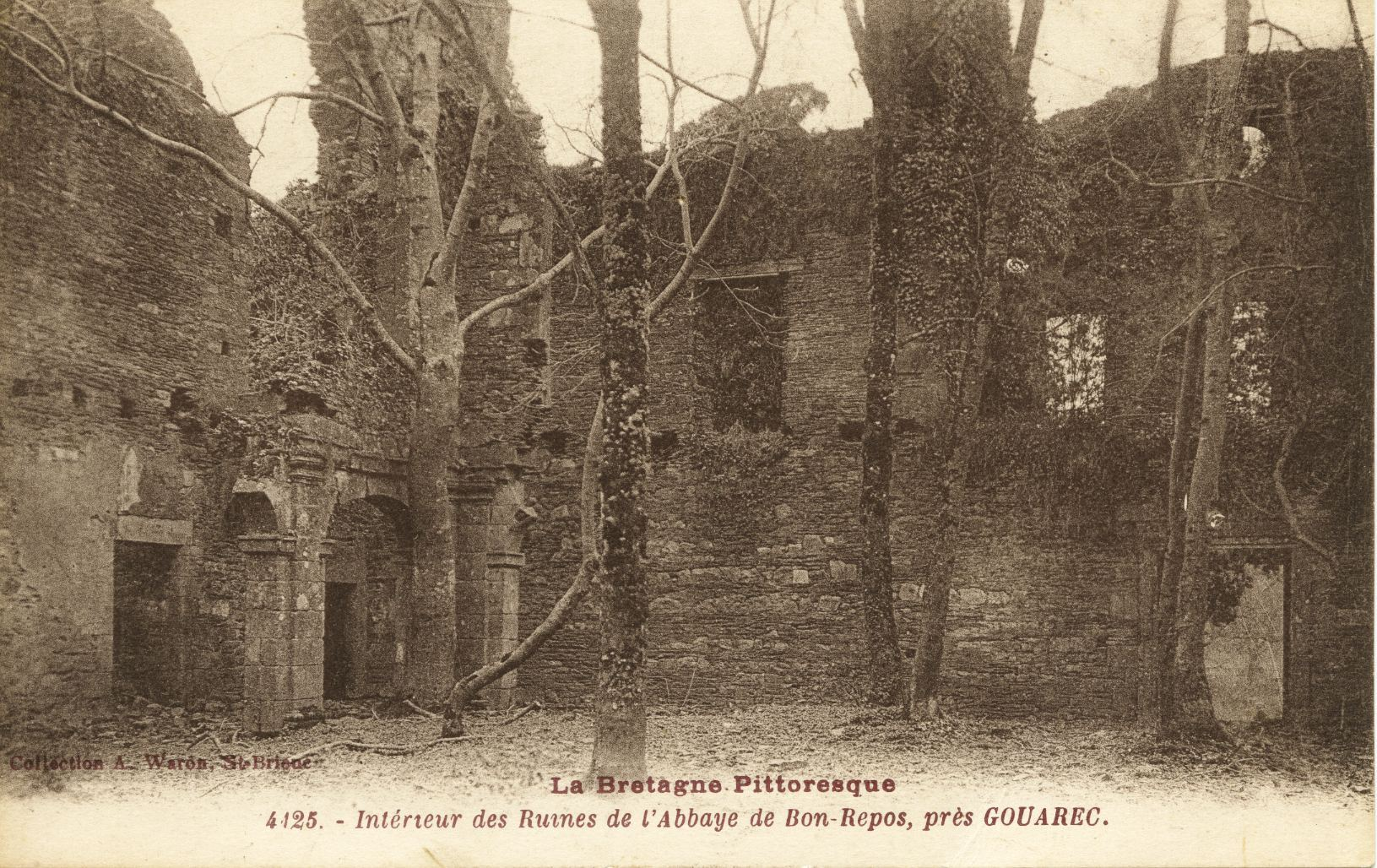
L'abbaye de Bon-Repos en ruines : vue intérieure (carte postale, vers 1920).

Hervé du Halgouët écrit en 1924 que « tout ce qui pouvait indiquer le caractère architectonique [architectural] de Bon-Repos aux XIIe siècle et XIIIe siècle a disparu, si ce n'est une partie d'un bas-côté de l'église, avec un pilier. L'édifice du XVIIIe siècle subsiste, encore imposant ».
En 1940 Auguste Dupouy témoigne que « la classique façade disparaît à demi sous le lierre, l'intérieur est devenu la proie des ronces et des arbres (...). Seuls les communs sont occupés ».

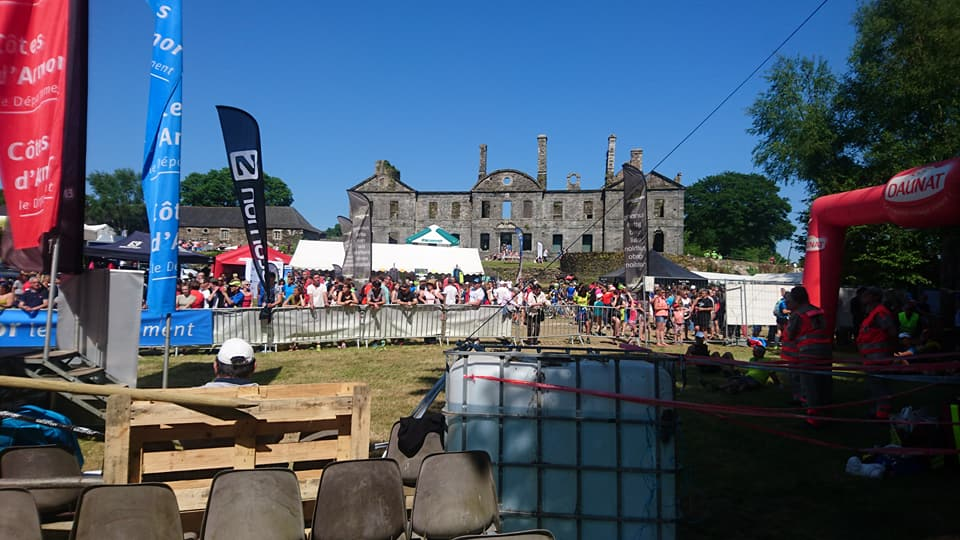
L'abbaye de Bon-Repos lors du trail de Guerlédan (édition de 2018).

Alors que l'abbaye n'est plus qu'à l'état de ruines, l'association des Compagnons de l'abbaye de Bon-Repos, fondée le 12 mars 1986, déblaie pendant trois ans le site, aidée par de nombreux locaux, chantiers de jeunes ou scouts. En 1989, l'étude de faisabilité réalisée par Charles Perrot, architecte en chef des Monuments historiques, permet de programmer un vaste chantier de restauration financé localement dans un premier temps par des dons, et par la suite, par le Fonds européen de développement économique et régional (FEDER) à hauteur de 75 %, l’État français, le Conseil régional, le Conseil général et les collectivités territoriales. Une étude de faisabilité, réalisée en 1989 Après trois années de nettoyage du site, auquel ont participé de nombreux locaux, chantiers de jeunes ou encore scouts, une étude de faisabilité est réalisée en 1989. Ce long travail de restauration (déblaiement de la terre et des gravats, débitage des arbres ayant envahi le cloître, démontage et remontage de murs à l'identique…) conduit à la rénovation totale de l'angle sud-est de l'abbaye. Cet élan est récompensé en 1988, par la remise du second prix des « Chefs-d’œuvre en péril », effectuée par le ministre de la Culture Jack Lang.
L'abbaye est le site de départ et d'arrivée du trail de Guerlédan organisé depuis 1999 par l'association Corlay Sport Nature.

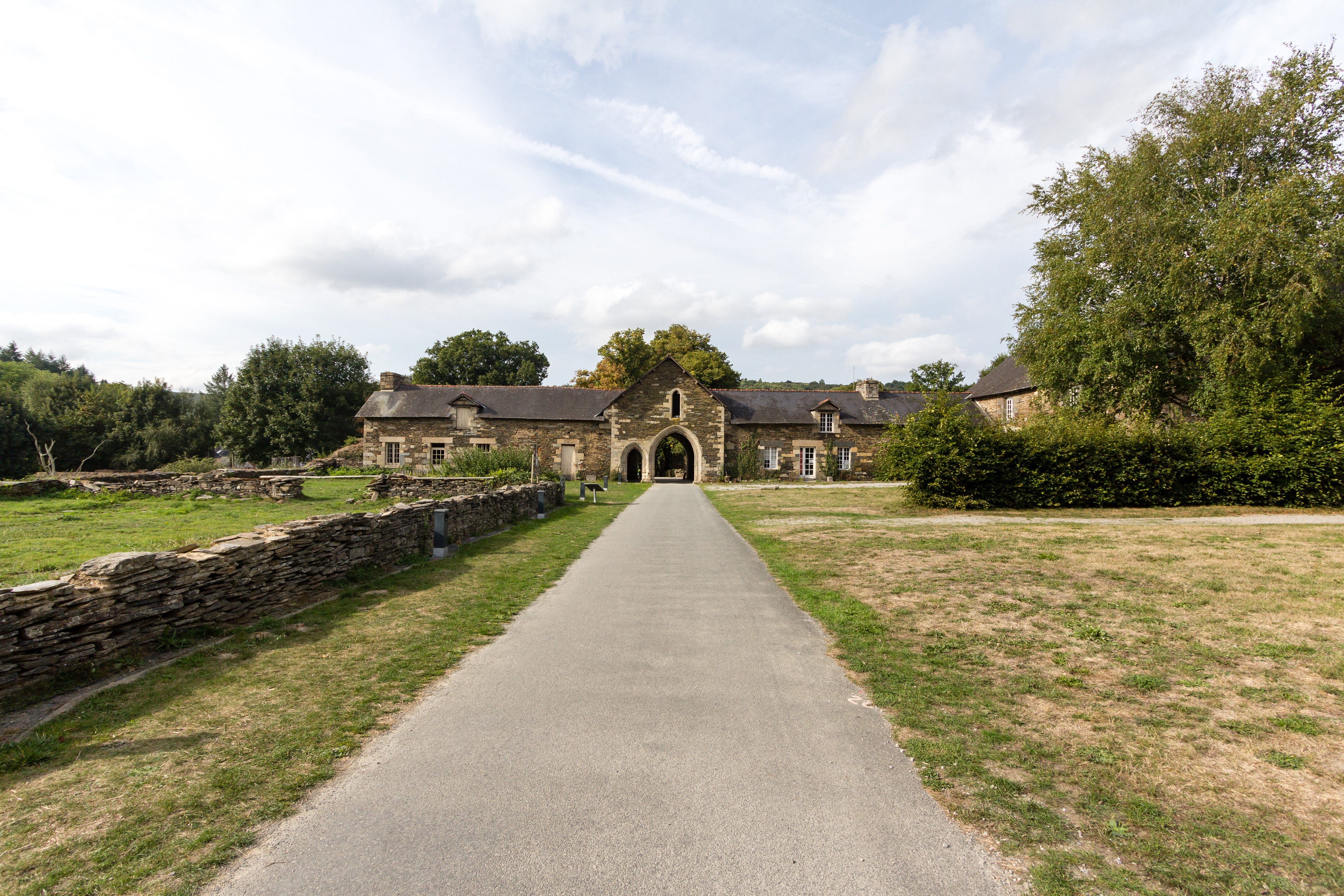
Abbaye Notre-Dame de Bon-Repos : le porche d'entrée vu depuis l'extérieur de l'abbaye.

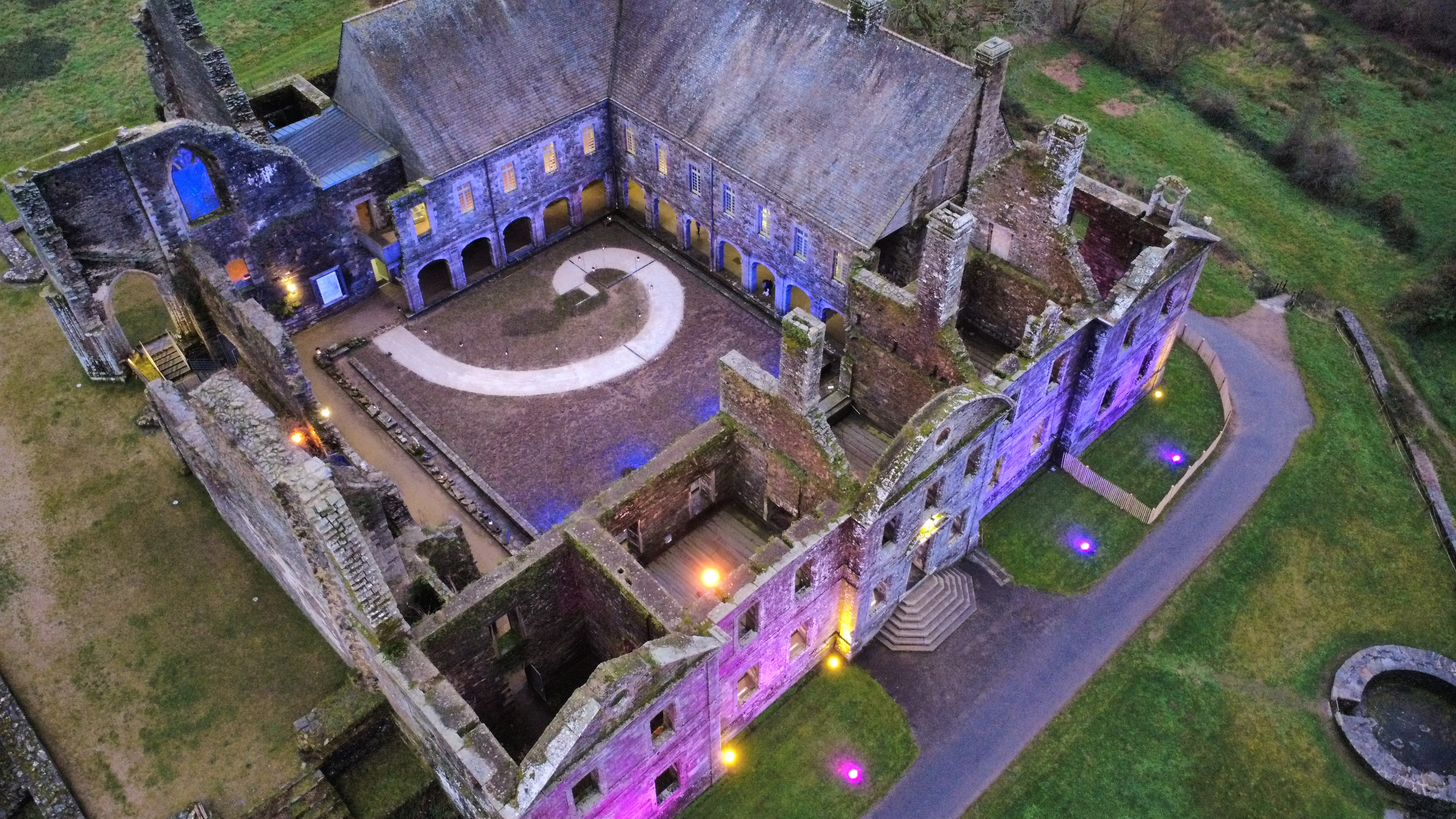
Abbaye Notre-Dame de Bon-Repos : vue de drone.

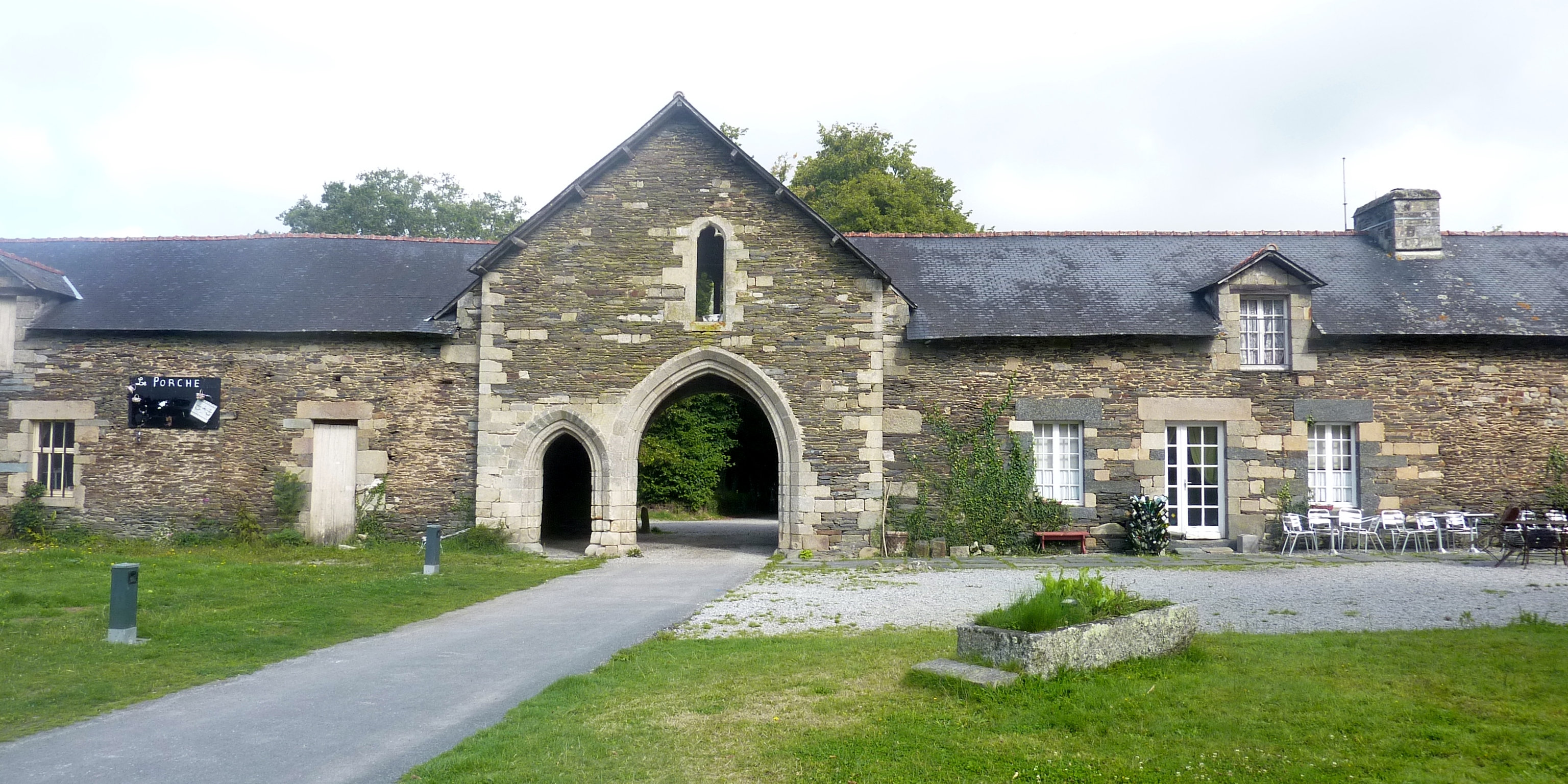
Abbaye de Bon-Repos : le porche d'entrée vu depuis la cour intérieure de l'abbaye.
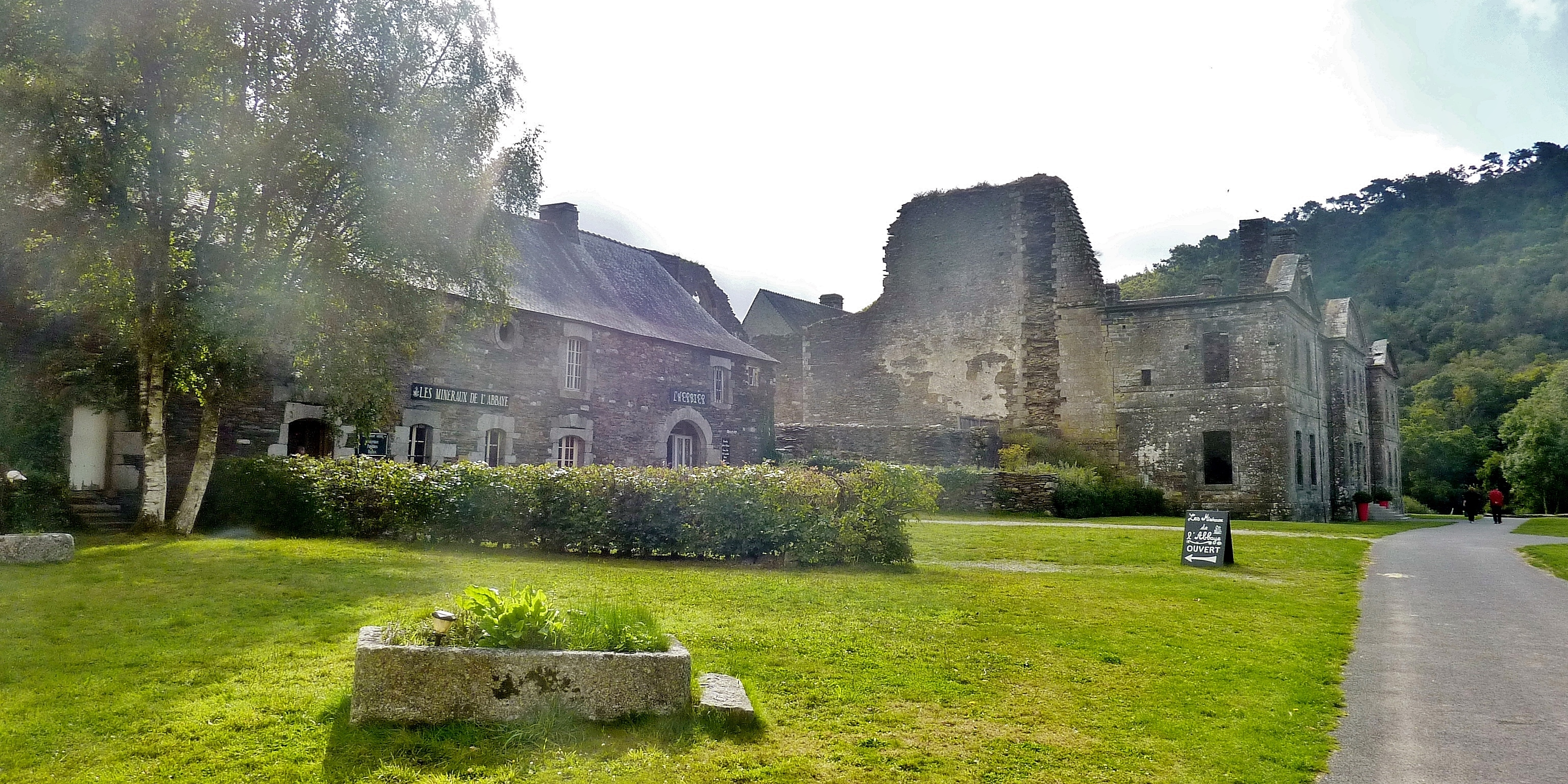
L'ancienne ferme dans la cour intérieure de l'abbaye, désormais lieu d'expositions.
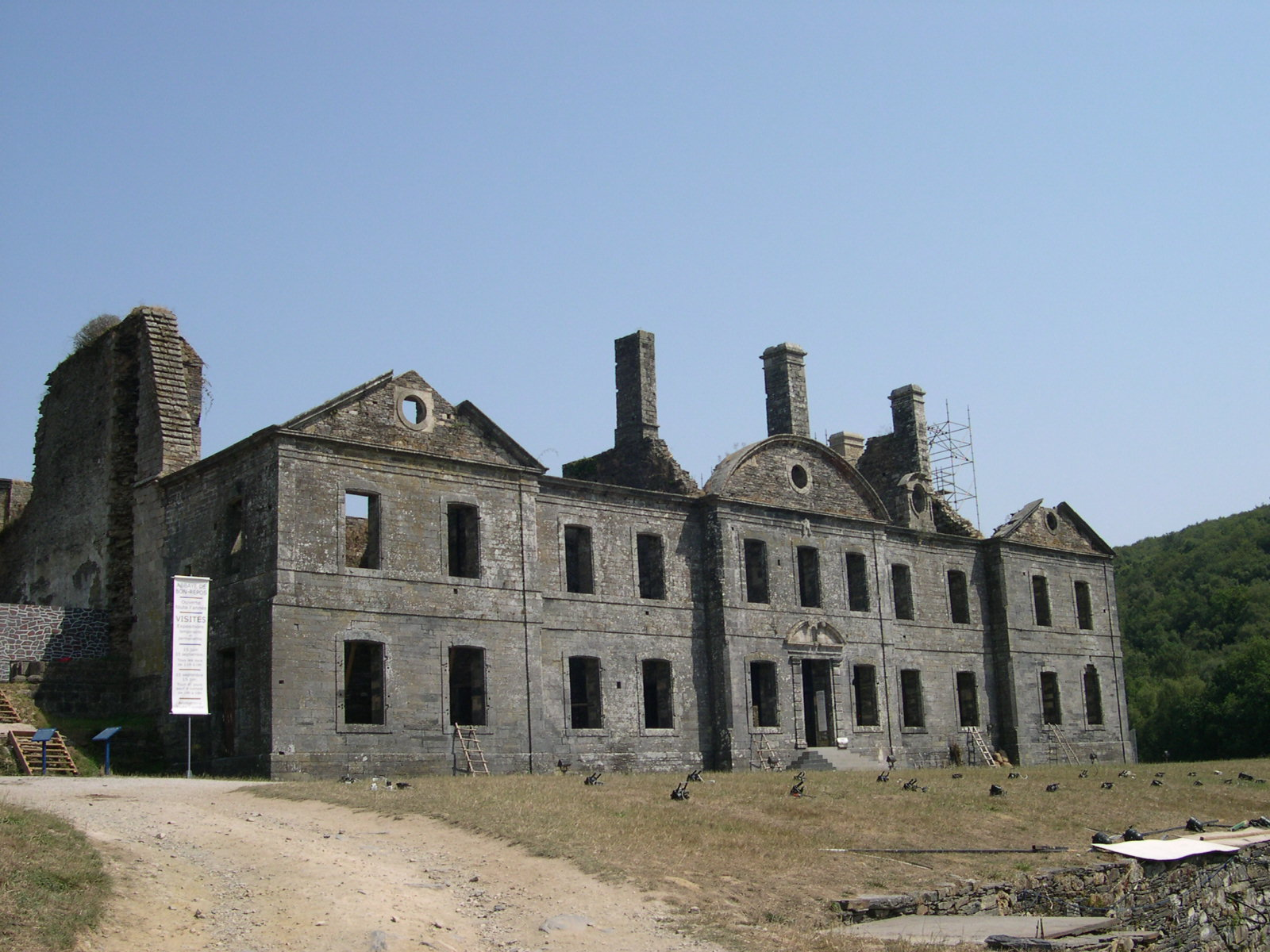
Abbaye Notre-Dame de Bon-Repos : vue extérieure d'ensemble.
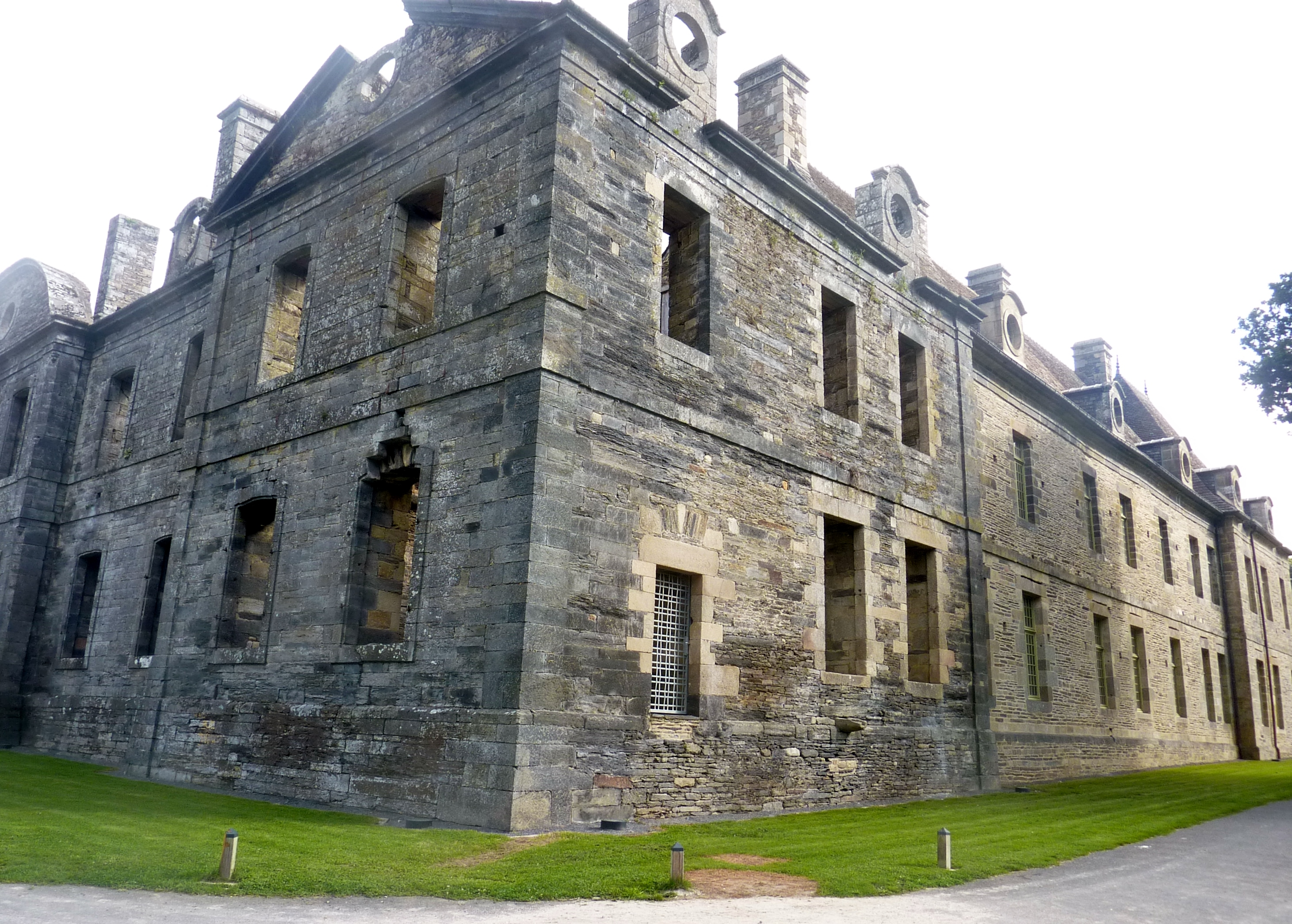
Abbaye Notre-Dame de Bon-Repos : le logis abbatial.

### L'abbaye auXXIesiècle

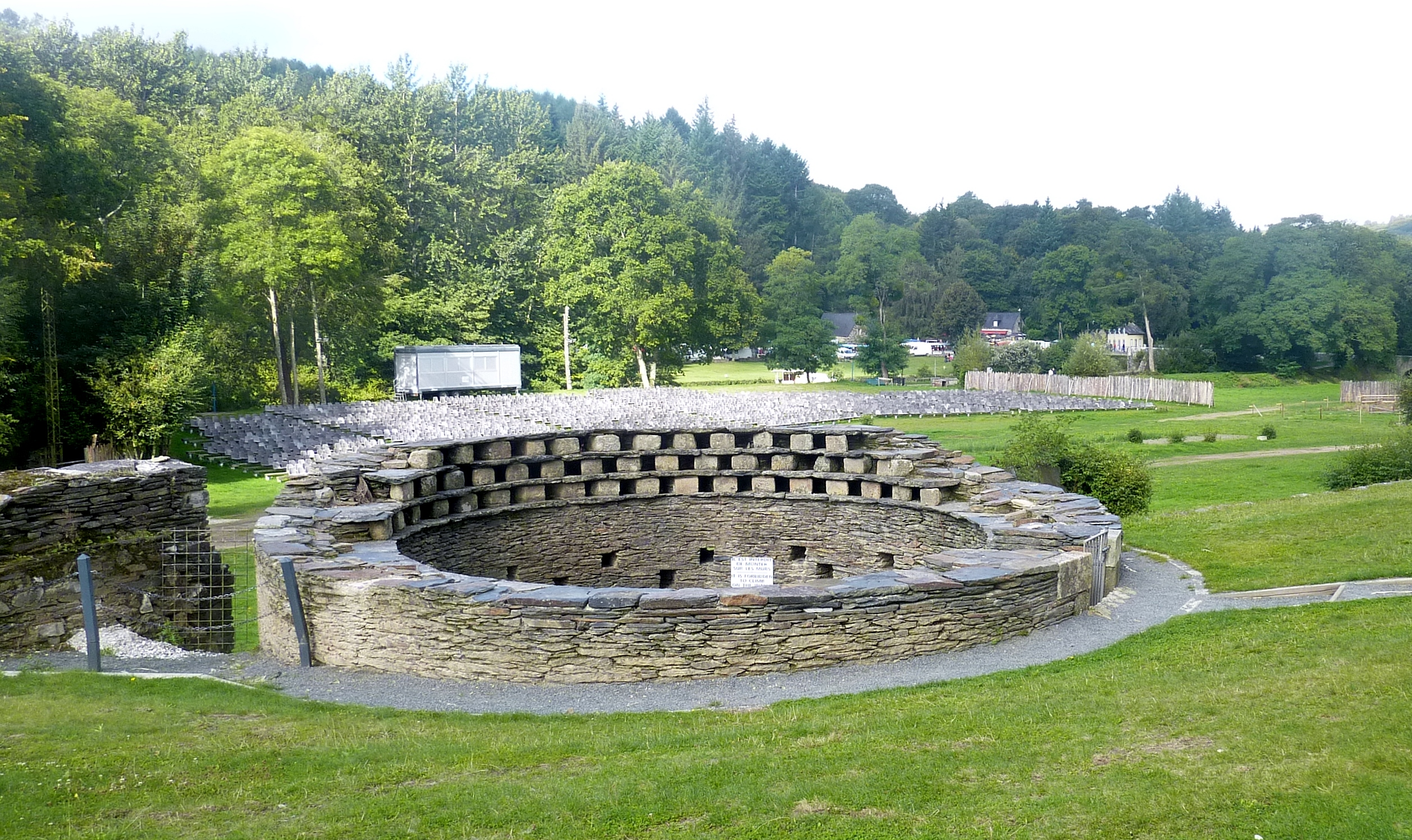
Ruines du pigeonnier et à l’arrière-plan, gradins accueillant les spectateurs lors des spectacles.

L'abbaye accueille en moyenne 10 000 visiteurs à 20 000 visiteurs par an,.
En 2016, elle est intégrée dans le réseau des cinq sites culturels départementaux, avec le domaine de la Roche-Jagu à Ploëzal, l’abbaye de Beauport à Paimpol, le château du Guildo à Créhen et le château de la Hunaudaye à Plédéliac.
En 2019, l'écrivain-reporter Yves Dewulf consacre son roman policier « La Flèche de l’abbaye de Bon-Repos » à l'édifice religieux.

#### Spectacles
Depuis 1988, chaque été pendant deux semaines, le site est le théâtre d'un spectacle de son et lumière, proposé par l'association Racines d'Argoat et qui occupe une scène de deux hectares avec, en toile de fond, la façade de l'abbaye. 500 personnes, dont 100 techniciens et 400 figurants bénévoles se répartissant les 1400 rôles du spectacle, retracent l'histoire du Centre Bretagne, la légende du Barbe Bleu breton et celle de l'abbaye. Le spectacle ne débutant qu'à la tombée du jour, le village de Conomor installé à l'entrée du site propose des animations aux spectateurs. Pour ses trente ans, le spectacle fait peau neuve en 2017.

#### Gestion
Le rachat de l'abbaye et près de 40 hectares en 2014 par le conseil départemental des Côtes d’Armor, initie une nouvelle dynamique au sein de l’association des compagnons qui anime le site depuis 2001 à travers des visites (guidées, audioguidées, depuis 2014 avec des tablettes numériques en réalité augmentée qui permettent une immersion 3D de la structure de l'abbaye), des résidences d’artistes avec la population locale, des expositions, des ateliers pédagogiques à destination des scolaires.

## Architecture
« Il subsiste des ruines de l’église du début du XIIIe siècle (mur sud du chœur et partie du croisillon sud où paraissent des transformations du XIXe siècle) et le gros œuvre du palais abbatial et du bâtiment monastique reconstruits sur les côtés ouest et sud du cloître par l’abbé de Saint-Geniès dans le premier tiers du XVIIIe siècle. Quelques dépendances sont en meilleur état (écuries du XVIIIe siècle et portail de la ferme du XIVe siècle). Des boiseries et de précieux objets mobiliers provenant de l’abbaye sont réemployés dans des églises voisines (Le Quillio, Lescouët-Gouarec) et le clocher de pierre, du XVIIIe siècle lui-même, a été remonté à Saint-Mayeux ».
Les bâtiments s'organisent selon le plan traditionnel de toutes les abbayes cisterciennes, un quadrilatère irrégulier au centre duquel se trouve le cloître, et occupé au nord par l'église qui, par ses dimensions (50 m de long pour 40 m de large), se rangeait parmi les grandes abbatiales bretonnes. Le logis-porche du XVe siècle hébergeait le moine portier qui filtrait les visiteurs. À l'ouest, la cour d'honneur, limitée par un mur, était ornée en son centre d'une fontaine. Les bâtiments conventuels s'organisent autour du cloître en partie restauré et qui constitue le cœur de l'abbaye. Les galeries de circulation du cloître sont surmontées d'un corridor desservant les pièces de l'étage de tous les bâtiments, notamment du dortoir commun dont l'escalier des matines conduit directement à l'église. Le bâtiment Est « conserve dans ses murs de très nombreux remplois des bâtiments primitifs, particulièrement des fragments de remplages des fenêtres. C'est dans cette partie que la tradition orale localise les "oubliettes" ». Le logis abbatial « est à la mesure des ambitions d'un aristocrate mondain. Il présente une façade principale imposante inspirée de celle des châteaux de l'époque. Structurée par trois avant-corps couronnés de frontons, elle se développe au rythme des travées régulières sommées de lucarnes… Cette belle façade se caractérise par l'absence quasi totale de décor sculpté. À l'intérieur, un vestibule axial, d'où montait l'escalier suspendu, distribuait au nord, la "salle de compagnie", lambrissée de hauteur, suivie de l'appartement des dames et au sud la salle-à-manger et la cuisine où subsistent encore la cheminée, le four et le passe-plats ».

## Abbés de Notre-Dame de Bon-Repos
Entre sa fondation en 1184 et 1790, l'abbaye Notre-Dame de Bon-Repos a à sa tête 38 abbés dont 18 commendataires.

### Abbés réguliers
- 1. Lucas (décédé entre 1184 et 1195)
- 2. Gauthier (décédé avant 1207)
- 3. Guillaume Ier (1210)
- 4. Richard (mort vers 1212/1213)
- 5. Geoffroi (1221-1231)
- 6. Valtus (1238)
- 7. Guillaume II (1246)
- 8. Riwallon Ier (1248-1288)
- 9. Auffroi (1323-1330)
- 10. Riwallon II (1330-1356)
- 11. Henri Ier David (1356-1362)
- 12. Guillaume III de Quemper (1362-1381)
- 13. Yves Ier de Quemper (1392-1410)
- 14. Yves II Malescot (1424-1443)
- 15. Henri II le Barbu (cité 1451, résigne 1464)
- 16. Alain de Penguily (31 mai 1465, résigne 1483)
- 17. Henri III de Boisberthelot (1484, mort en 1502)
- 18. Yves III Loret (1501)
- 19. Guillaume IV Le Feuvre (1505-1507)
- 20. Hervé de Lannion (1524, mort en 1534)

### Abbés commendataires
- 21. Renaud Bouchetel (1534-1536)
  - Guillaume de Cacé élu par les religieux, mais non nommé
- 22. Guillaume V  Lateranus de La Cosse (1537, mort en 1562)
  - Jean du Quellenec élu par les religieux, mais non nommé
- 23. Jean Ier Rousselet (1563, mort 1579)
- 24. François Ier Le Ny (1579, résigne en 1606)
- 25. Antoine de Morri de La Vallière (1606)
- 26. Guillaume VI de Peyrat (1609)
- 27. Michel Ier Le Roy nommé ne prend pas possession.
- 28. Claude Ier de Guillier (1620-1628)
- 29. Claude II de Guillier (1625, mort en 1646)
- 30. Michel II Mazarin (1646, mort en 1648)
- 31. Olivier Ier Luzenac (1653)
- 32. Olivier II Le Barbu (1656-1669)
- 33. Henri-François Ier de Rougé du Plessis-Bellière (1669) (voir Famille de Rougé)
- 34. Charles Nicolas de Rougé du Plessis-Bellière
- 35. Philippe-Alexandre de Montault de Beynac de Navailles de Saint-Geniès (1685, mort en 1734)
- 36. Jacques David du Menou (1734, mort le 28 septembre 1760)
- 37. François II Allaire (1761, mort en 1776)
- 38. Jean II Alain Colin de La Biochaye (1776, dépouillé en 1790) émigre à Jersey où il meurt en 1796[Note 16].